# هسلاندونات
الهسلاندونات (الاسم العلمي:†Hesslandonidae) هي فصيلة منقرضة من مفصليات الأرجل تتبع رتبة الجوادف الفوسفاتية من طائفة القشريات الزائفة.

## التصنيف
- الهسلاندونة